# خوسيه ماريا هيريديا إي هيريديا
كان خوسيه ماريا هيريديا إي هيريديا المعروف أيضًا باسم خوسيه ماريا هيريديا إي كامبوزانو (31 ديسمبر 1803 - 7 مايو 1839) شاعرًا من أصل كوبي يعتبره الكثيرون أول شاعر رومانسي في الأمريكيتين ومستحدث الرومانسية في أمريكا اللاتينية. في الآونة الأخيرة، اعتُمد هذا الرأي مما سلط الضوء على جذور هيريديا في المدرسة الكلاسيكية الحديثة وفي جماليات مبدأ الحساسية الذي ظهر في القرن الثامن عشر. يعرف باسم «إل كانتور ديل نياغارا» ويعتبر من أهم الشعراء الذين كتبوا باللغة الإسبانية. سمي أيضًا شاعر كوبا القومي.
درس هيريديا في جامعة هافانا، وحصل على شهادة في القانون عام 1823. وفي خريف 1823، أُلقي القبض عليه بتهمة التآمر ضد الحكومة الإسبانية لمشاركته في أنشطة مؤيدة للاستقلال ضد السلطات الإسبانية، وحكم عليه بالسجن مدى الحياة. وللتملص من هذا الحكم، هرب هيريديا إلى الولايات المتحدة الأمريكية وأمضى سنتين في مدينة نيويورك حين كان يبلغ 19 عامًا، ثم لجأ إلى المكسيك عام 1825 وعمل لعدة أشهر أحد محرري دورية إل أيريس الأدبية. حصل بعدها على الجنسية المكسيكية وعمل قاضيًا هناك.
كانت العديد من مقطوعاته الشعرية في بداياته مجرد ترجمة ذكية من الفرنسية والإنجليزية والإيطالية؛ ولكن أصالته ظهرت دون شك في قصائد مثل هيمنو ديل ديستيرادو، ورسالة إلى إيميليا، وديسنغاينوس والقصيدة المشهورة نياغارا. تعد قصيدة «إن إل تيوكالي دو شولولا» أكثر قصائده شهرة، وتستكشف عالمية الطبيعة والجمال الفخم لأطلال بلده الأم. وعلى غرار العديد من الرومانسيين في إسبانيا وأمريكا اللاتينية، أثرت الكلاسيكية الجديدة في تكوينه الفكري، إذا يظهر كمال الشكل بوضوح في أشعاره بالإضافة إلى صدق وعمق مشاعره (غالبًا). نشر هيريديا طبعة أولى من قصائده بعنوان (بوسيياس) أثناء إقامته في مدينة نيويورك عام 1825، وحصد إشادة كبيرة في الأمريكتين وأوروبا الغربية. اعترف كل من أندريس بيلو (من منفاه في لندن) وألبيرتو ليستا (من إسبانيا) بوعي هيريديا السابق لعصره، مشيدين بأصالته وحيوية شعره. أبصرت مجموعته الثانية النور في مدينة تولوكا عام 1832 وقد نشرها هيريديا بنفسه. تضمنت المجموعة الثانية الموسعة عددًا أكبر بكثير من القصائد بالإضافة إلى نسخ منقحة من العديد من القصائد الموجودة في الطبعة السابقة. وفي 1836، حصل هيريديا على إذن لزيارة كوبا لمدة شهرين للم الشمل مع والدته. وبعد أن خاب أمله في طموحاته السياسية، وتدهور صحته، عاد إلى المكسيك في يناير عام 1837. توفي في مدينة نيومكسيكو بتاريخ 7 مايو 1839.

## الأعمال المهمة
تعد «إن إل تيوكالي دو شولولا» (على هرم شولولا)، و«نياغارا» أهم قصائده. دامت أشعاره بسبب أفكارها المنتقاة وبسبب المشاعر الشخصية الجياشة التي أظهرها في هذه الأعمال. ويمكن رؤية الطبيعة مصورة بوضوح أيضًا على طريقة الحقبة الرومانسية وتعكس حالاته الروحية والعاطفية. تمثل الطبيعة لدى هيريديا حريته إذ يشيد بالطبيعة في كلا الأمريكيتين. وإن أبرز ميزة رومانسية في شعر هيريديا، حضور حياته الشخصية بقوة في شعره، بالإضافة إلى اللمحات المظلمة للموت والحزن والكآبة التي تخيم على كتاباته.

### «إن إل تيوكالي دو شولولا»
إن افتتان هيريديا بأطلال حضارة الأزتك مرتبط ارتباطًا كبيرًا بموضوعات المدرسة الرومانسية. تتميز الحقبة الرومانسية بحضور شبح الماضي واستحضار الموت والغموض. كتب هيريديا هذه القصيدة في المكسيك بعد وفاة والده، ويختبر فيها الحزن النابع من مشاهدة غروب الشمس فوق حقول وادي أناهواك، ومن ثم، يتأمل في اختفاء بناة الأهرامات وكيف تغيرت الأزمنة.

### «نياغارا»
أصبح من السهل على العامة الوصول إلى شلالات نياغارا بفضل اكتمال قناة إيري عام 1825، وجذب وجودها الرومانسيين من داخل وخارج البلاد ليشهدوا برهبة عرض قوى الطبيعة هذا. وقف أمامها هيريديا بدهشة و«أسقط مشاعره الحزينة في تدفقه القوي وسقوطه ودورانه». نشرت قصيدة «نياغرا» في الأصل في المجموعة الأولى لهيريديا بوسيياس في مدينة نيويورك عام 1825. يظهر موضوع الشق أو الصدع في العلاقة بين الفاعل والمفعول به في «نياغارا» ليتزامن مع شعوره بالتمزق والانقسام بين البلدان.